# Rândunică cu cap negru
Rândunica cu cap negru (Atticora pileata) este o specie de pasăre din familia Hirundinidae. Se găsește în Chiapas, Guatemala, El Salvador și Honduras. Habitatele sale naturale sunt pădurile montane umede subtropicale sau tropicale și fosta pădure puternic degradată.
A fost descrisă pentru prima dată de John Gould ca Atticora pileata în Proceedings of the Zoological Society of London.